# Betta rubra
Betta rubra es una especie de pez de agua dulce de la familia Osphronemidae. Es originario de la isla de Sumatra en Indonesia.

## Estado de conservación
Es una especie incluida desde 2019 en la Lista Roja de la UICN y clasificada en la categoría de especie en peligro de extinción. Fue evaluada el 26 de diciembre de 2018.